# Divino Tserewahú
Divino Tserewahú Tsereptse é um cinegrafista que mora no Brasil. Começou sua carreira para gravar os eventos dos Xavantes que moram no Mato Grosso, Brasil. Seus trabalhos incluem muitos documentários e filmes que gravam os aspectos culturais dessas pessoas: Pi’õnhitsi: Mulheres Xavánte sem Nome/Pi'õnhitsi, Unnamed Xavánte Women e Wai’a Rini: o poder de sonho por exemplo.

## Dados biográficos
Divino Tserewahú é cinegrafista da tribo Xavante. Ele começou a fazer filmes no ano de 1989 depois que seu irmão lhe deu sua câmera velha. No ano de 1991, ele saiu de casa e de seu povo para continuar sua carreira de cinegrafista, que começou a ter sucesso depois de trabalhar com a organização Vídeo nas Aldeias. Depois disso, Divino recebeu reconhecimento internacional e foi pioneiro entre  os indígenas a utilizar esse tipo de tecnologia.

## Região e cultura
Os Xavantes moram no Mato Grosso, região Centro-Oeste do Brasil. Historicamente tinham um estilo de vida nômade. Antes da década de 60, os Xavantes tinham muitos povos ao lado de Rio dos Montes, mas o governo vendeu essas terras e eles precisaram se mudar para o leste de Mato Grosso. Agora preferem morar nas pradarias perto das selvas.
Não há muita comunicação entre os diferentes povos Xavante, mas os filmes de Divino ajudam a resolver esse problema. 

## Filmes e trabalhos
Divino Tserewahú começou sua carreira profissional quando fazia uma série de filmes há cerca de vinte anos para o Programa de Índio. Esta série foi o primeiro programa brasileiro que falou sobre as pessoas indígenas que vivem no Brasil.
Fez muitos filmes e documentários sobre os Xavantes, sua cultura e seu trabalho como diretor e redator também. Alguns de seus trabalhos famosos incluem Wai’a Rini: o poder de sonho, um documentário sobre um rito masculino na sociedade xavante, Pi’õnhitsi: Mulheres Xavánte sem Nome/Pi'õnhitsi, Unnamed Xavánte Women, um filme que nós dá uma perspectiva sobre uma comemoração para as mulheres e muitos outros. No entanto, seu primeiro filme, Heparí Idub'radá/Thank You, Brother, não foi sobre os Xavantes. Em vez disso, falou sobre sua experiência como cineasta e descreveu o que fez para ser cineasta.
Wai’a Rini: o poder de sonho mostra uma tradições do povo Xavante. Os meninos têm que dançar e cantar as frases por muito tempo (quase um dia) e não podem sentar-se durante esta experiência. Segundo Tserewahú e a cultura Xavante, os rapazes precisam sofrer para se conectar com os espíritos e sua herança.

### A importância de sua pesquisa
A sua pesquisa é muito importante porque chama atenção aos Xavantes. Divino quis apresentar os problemas que afetam aos Xavantes e gravar os eventos culturais e importantes para os Xavantes também.
Seus vídeos, chamados dem “indigenous media,” mostram as lutas que afetam esta sociedade. Por exemplo, a luta dos Xavantes pela sua terra, que estão sendo ocupadas por e outros grupos que querem suas áreas. No entanto, eles não recebem muita atenção para esse e muitos outros conflitos. Os filmes de Tserewahú registram os eventos culturais e cotidianos dos Xavantes e atuam como um método de compartilhar a informação sobre eles. Com os filmes de Tserewahú, os Xavantes podem se defender da urbanização e destruição ambiental, problemas que afetam tantas outras civilizações indígenas no Brasil.

## As referências
1. 1 2 3  «Divino Tserewahú». Saberes Tradicionais UFMG. 6 de março de 2018. Consultado em 12 de dezembro de 2018
2. ↑  «Xavante - Introduction, Location, Language, Folklore, Religion, Major holidays, Rites of passage». www.everyculture.com. Consultado em 12 de dezembro de 2018
3. ↑  «Xavante | people». Encyclopedia Britannica (em inglês). Consultado em 12 de dezembro de 2018
4. ↑  «Native American Film + Video Festival - Divino Tserewahú». americanindian.si.edu. Consultado em 12 de dezembro de 2018
5. ↑  www.fafich.ufmg.br http://www.fafich.ufmg.br/devires/index.php/Devires/article/viewFile/270/138. Consultado em 12 de dezembro de 2018 Em falta ou vazio |título= (ajuda)
6. ↑  Grande, Sandy (28 de setembro de 2015). Red Pedagogy: Native American Social and Political Thought (em inglês). [S.l.]: Rowman & Littlefield. ISBN 9781610489904
7. ↑  Arapoglou, Eleftheria; Kalogeras, Yiorgos; Nyman, Jopi (30 de julho de 2016). Racial and Ethnic Identities in the Media (em inglês). [S.l.]: Springer. ISBN 9781137568342